# Clã Kira
O clã Kira foi um clã do Japão, descendente do Imperador Seiwa (850-880), um dos ramos da família Ashikaga a partir do clã Minamoto (Seiwa Genji).
Ashikaga Mitsuuji, neto de Ashikaga Yoshiuji (1189-1254) foi o primeiro a utilizar o nome Kira.
Kira Mitsusada primeiramente apoiou seu parente Ashikaga Takauji (1305-1358), o primeiro xogun Ashikaga, e depois passou para a Corte do Sul. Ele foi derrotado por Hatakeyama Kunikiyo (1360) e submetido ao xogunato Ashikaga.
De fato, os Kira, da província de Mikawa, eram um ramo menor do clã Minamoto. Como nunca tiveram a posição de Shugo (governador) de nenhuma província durante o Período Kamakura até o Período Sengoku, nunca tiveram feudos importantes e tampouco representaram um poder real, em comparação com outras famílias Seiwa Genji maiores.
Durante o xogunato Tokugawa, estiveram entre os kōke, um posto abaixo dos Daimyō. Os Kira são famosos por Kira Yoshinaka e a vingança dos 47 rōnin.